# 駄知テレビ中継局
駄知テレビ中継局（だちテレビちゅうけいきょく）は、かつて岐阜県土岐市駄知町にあった地上アナログテレビ放送の中継局である。2011年7月24日のアナログ放送終了とともに廃止された。

## 中継局概要
| チャンネル | 放送局名                              | 空中線電力        | ERP             | 放送対象 地域 | 放送区域 内世帯数 | 放送終了日     |
| 49ch       | NHK 名古屋教育                        | 映像3W/ 音声750mW | 映像16W/ 音声4W | 全国          | 約3711世帯        | 2011年 7月24日 |
| 51ch       | NHK 岐阜総合                          | 映像3W/ 音声750mW | 映像16W/ 音声4W | 岐阜県        | 約3711世帯        | 2011年 7月24日 |
| 53ch       | CBC 中部日本放送                      | 映像3W/ 音声750mW | 映像16W/ 音声4W | 中京広域圏    | 約3711世帯        | 2011年 7月24日 |
| 55ch       | THK 東海テレビ放送                    | 映像3W/ 音声750mW | 映像16W/ 音声4W | 中京広域圏    | 約3711世帯        | 2011年 7月24日 |
| 57ch       | NBN 名古屋テレビ放送 愛称「メ～テレ」 | 映像3W/ 音声750mW | 映像16W/ 音声4W | 中京広域圏    | 約3711世帯        | 2011年 7月24日 |
| 59ch       | CTV 中京テレビ放送                    | 映像3W/ 音声750mW | 映像16W/ 音声4W | 中京広域圏    | 約3711世帯        | 2011年 7月24日 |
| 61ch       | GBS 岐阜放送 愛称「ぎふチャン」       | 映像3W/ 音声750mW | 映像16W/ 音声4W | 岐阜県        | 約3711世帯        | 2011年 7月24日 |

- 地上デジタルテレビ放送については、NHK駄知テレビ中継局を参照。

### 所在地
- 土岐市駄知町字神明平1257番6号の土岐市立駄知中学校西方台地

## 放送エリア
- 土岐市の駄知地区（岐阜県道66号多治見恵那線沿線）をカバーしていた。

## 歴史
- 1992年3月31日 開局。
- 2011年7月24日 全局廃局となった。